# Katrin Ellermann
Katrin Ellermann (* 1. November 1972 in Hamburg) ist eine deutsche Ingenieurwissenschaftlerin und Universitätsprofessorin für Mechanik an der TU Graz.

## Leben
Katrin Ellermann wurde 1972 in Hamburg geboren, wuchs in Kröppelshagen-Fahrendorf auf und ging am Gymnasium Wentorf zur Schule. Während ihrer Schulzeit entwickelte sich Ellermanns Interesse an Mechanik, da einer ihrer Lehrer immer wieder von seinem früheren Beruf als Maschinenbauer erzählte.

### Jugend forscht
Ellermanns wissenschaftliche Karriere begann 1992 mit der Teilnahme am Wettbewerb Jugend forscht. Gemeinsam mit zwei Schulkollegen reichte sie das Projekt Das Ende der Drei-Groschen-Oper? ein. Dabei knackten sie den Code des Mikrochips von Telefonkarten derart, dass man den Kartenwert beliebig verändern konnte (siehe Phreaking). Nach dem Sieg im Landeswettbewerb in Schleswig-Holstein legte die damalige Deutsche Bundespost Telekom Einspruch gegen die Teilnahme am Bundeswettbewerb ein. Nur durch die Beschränkung der schriftlichen Langfassung auf das Entladen der Karte und ohne Beschreibung des Knackens selbst durften sie am Bundeswettbewerb teilnehmen. Trotz dieser Einschränkung erreichten sie im Fachgebiet Technik den zweiten Platz und erhielten zusätzlich einen hochdotierten Sonderpreis der Telekom.
2010 und 2011 unterstützte Katrin Ellermann Jugend forscht als Jurorin im Bereich Technik.

### Studium und Professur
Zwischen 1992 und 1998 studierte sie Maschinenbau an der TU Hamburg-Harburg, wobei sie 1995/96 an der Cornell University in New York als Master of Engineering abschloss.
Anschließend arbeitete Ellermann bis 2003 als wissenschaftliche Mitarbeiterin am Institut für Mechanik und Meerestechnik an der TU Hamburg-Harburg und promovierte dort 2002 als Dr.-Ing. mit der Arbeit Verzweigungsuntersuchungen meerestechnischer Systeme. Für diese Dissertation bekam sie im November 2003 auf Vorschlag der Joachim-Jungius-Gesellschaft der Wissenschaften einen Förderpreis der Dr. Helmut und Hannelore Greve Stiftung für Wissenschaften und Kultur.
Ab 2003 war sie in den USA zwei Jahre lang als Visiting scholar an der University of California, Berkeley im Department of Mechanical Engineering tätig.
Als Ellermann in das hochdotierte fünfjährige Emmy-Noether-Programm der Deutschen Forschungsgemeinschaft (DFG) aufgenommen wurde, kehrte sie im August 2005 nach Deutschland zurück und wurde Nachwuchsgruppenleiterin am Institut für Fluiddynamik und Schiffstheorie der TU Hamburg-Harburg. Bei einer Podiumsdiskussion, im Rahmen der Veranstaltungsreihe DONNERr’sTALK der Donner Bank am 27. März 2008, machte sie die Aufnahme in das Emmy-Noether-Programm für ihre Rückkehr nach Hamburg hauptverantwortlich. Während ihrer Zeit in Hamburg arbeitete sie unter anderem als Reviewer für das Journal of Zhejiang University SCIENCE (A & B).
2008 habilitierte Katrin Ellermann an der TU Hamburg-Harburg im Fach Mechanik mit Zur Analyse zufallserregter Schwingungen mechanischer Systeme, ISBN 9783832286637. Im selben Jahr verbrachte sie nach 1999 ihren zweiten Forschungsaufenthalt an der Universidade Federal do Rio de Janeiro.
Nach Ablauf des Emmy-Noether-Programms übernahm sie am 1. Juni 2010 eine Professur für Mechanik an der TU Graz. Bei der Power-Gen Europe 2014 war sie Rednerin mit dem Thema An Approach to Determine the Optimum Balance Between Wind Turbine Rotor Size & Generator Power Rating to Minimize Cost of Energy.
Sie ist Mitglied der Gesellschaft für Angewandte Mathematik und Mechanik.

## Forschung
In Hamburg forschte Ellermann an nichtlinearer Dynamik von Offshore-Systemen im stochastischen Seegang. Dabei untersuchte sie, wie etwa Schwimmkräne oder Windräder gebaut werden müssen, um Meeresströmung, Seegang und Wind widerstehen zu können. Ellermann untersuchte darüber hinaus, wie Wellen Unterwasserroboter beschädigen können. Als Versuchsanlage diente ein Becken mit einem Wellengenerator. Die durch die DFG geförderte Forschung umfasste Computersimulationen, um Strömungen genauer berechnen zu können.
Derzeit forscht Ellermann am Institut für Mechanik der TU Graz zu Schwingung und Schwingungsanalyse; zu ihrer lokalen Forschungsumgebung gehören Gebiete wie Mehrkörperdynamik, Fluid-Struktur-Kopplung, Mechatronik, Kinematik und Robotik.